# Brzuchozębne
Brzuchozębne (Gastrodontidae) – rodzina ślimaków trzonkoocznych (Stylommatophora), dawniej łączona z Zonitidae s. l. (w języku polskim określaną nazwą szklarkowate). Gastrodontidae obejmuje około 150 żyjących gatunków o holarktycznym zasięgu występowania. Ich muszla ma budowę podobną do muszli innych szklarek. Rodzina została wyodrębniona na podstawie różnic w budowie anatomicznej, m.in. obecności na końcu organu kopulacyjnego sarcobellum – wapiennej struktury podobnej do strzałki miłosnej ślimakowatych. 
Do niedawna brzuchozębne były reprezentowane w faunie Polski przez jeden gatunek – szklarkę obłystek (Zonitoides nitidus). Drugim gatunkiem, stwierdzonym w szklarni Ogrodu Botanicznego w Krakowie jest szklarka szklarniowa (Zonitoides arboreus), prawdopodobnie zawleczona z transportem egzotycznych roślin. 

## Systematyka
Do brzuchozębnych zaliczane są następujące rodzaje:
- Aegopinella Lindholm, 1927
- Atlantica Ancey, 1887
- Gastrodonta Albers, 1850
- Glyphyalinia E. von Martens, 1892
- Godwinia Sykes, 1900
- Janulus R.T. Lowe, 1852
- Mesomphix Rafinesque, 1819
- Nesovitrea C.M. Cooke, 1921
- Patulopsis Strebel & Pfeffer, 1879
- Perpolita H.B. Baker, 1928
- Poecilozonites O. Boettger, 1884
- Pseudohyalina E.S. Morse, 1864
- Retinella P. Fischer, 1877
- Striatura E.S. Morse, 1864
- Striaturops H. B. Baker, 1928
- Ventridens W.G. Binney & Bland, 1869
- Vermetum Wollaston, 1878
- Vitrinizonites W.G. Binney, 1879
- Zonitoides Lehmann, 1862

oraz rodzaje wymarłe, znane tylko ze szczątków kopalnych:
- Archaegopis Wenz, 1914 †
- Vermetujanulus Walther & Groh, 2020 †

Rodzajem typowym rodziny jest Gastrodonta.